# Krepbach
Der Krepbach ist ein kleines Fließgewässer im Gemeindegebiet von Grainau und ein linker Zufluss des Hammersbachs. Der Lauf des Krepbachs gliedert sich in drei nach Namen und Gewässercharakteristik verschiedene Abschnitte.

## Geografie
Der obere Teil des Hauptstrangs des Gewässers beginnt unterhalb des Waxensteins nahe der Flur Bärenfalle und entwässert durch eine steile, steinige Rinne, die so genannte Zuggasse, und weiter etwa 750 m östlich am Eibsee vorbei, parallel zur Staatsstraße 2061 bzw. zur Trasse der Bayerischen Zugspitzbahn. Dieser obere Abschnitt des Krepbachs wird auch als Rohrbach bezeichnet und führt nur nach starken Niederschlägen oberflächlich Wasser.
Im zweiten Abschnitt, zwischen der Christlhütte und dem Grainauer Ortsteil Badersee, führen mehrere Quellaustritte in der Flur Breitla zu einem ganzjährigen oberflächlichen Abfluss. In diesem mittleren Abschnitt trägt der Krepbach auch die Bezeichnung Reitlabach.
Im dritten Abschnitt fließt das fortan nur noch als Krepbach bezeichnete Gewässer
durch den Ortsteil Untergrainau. Am östlichen Ortsrand von Untergrainau mündet von Süden her der Brücklesbach ein. Der Krepbach fließt dann weiter durch Wiesen und Wald nach Schmölz, wo er in den Hammersbach mündet, nur knapp 300 m vor dessen Einmündung in die Loisach.

## Weitere Fotos

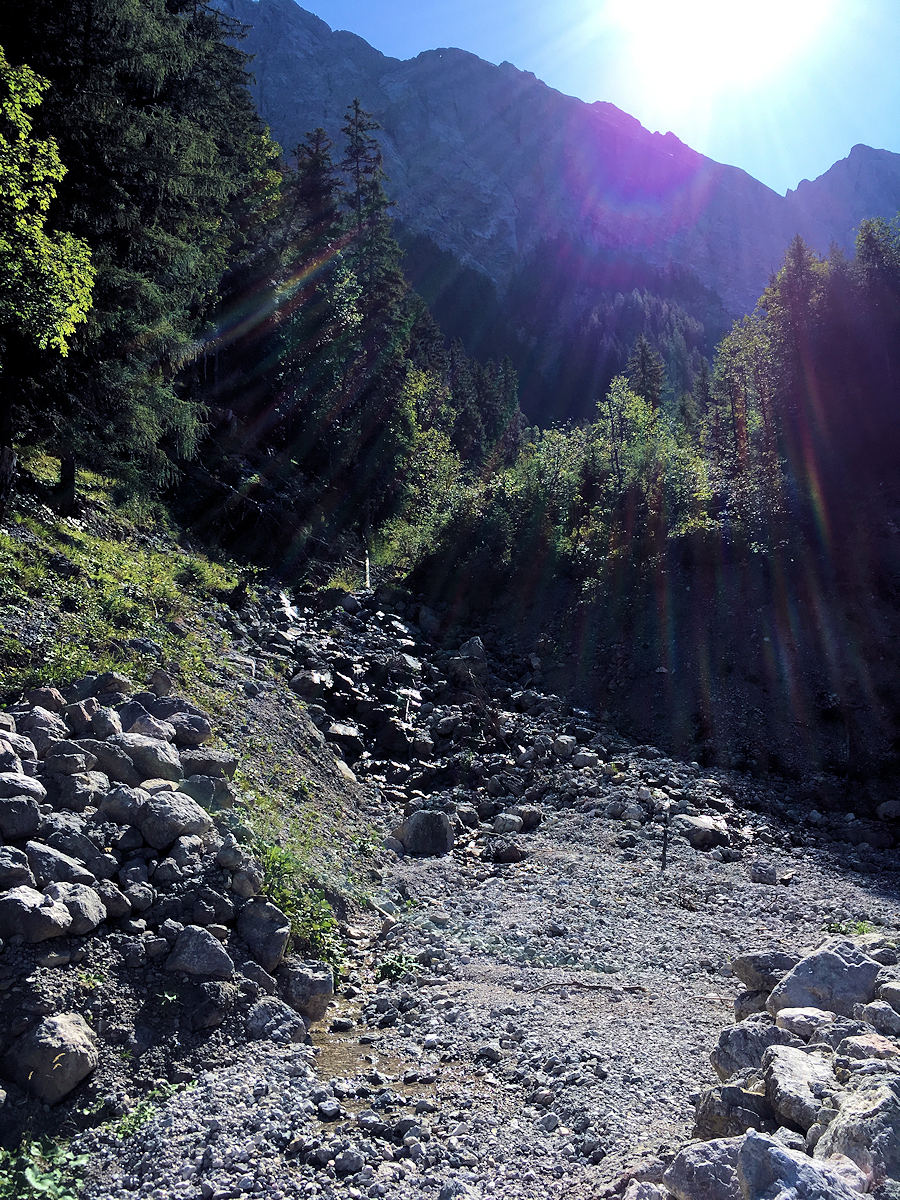
Die Zuggasse unterhalb des Waxensteins
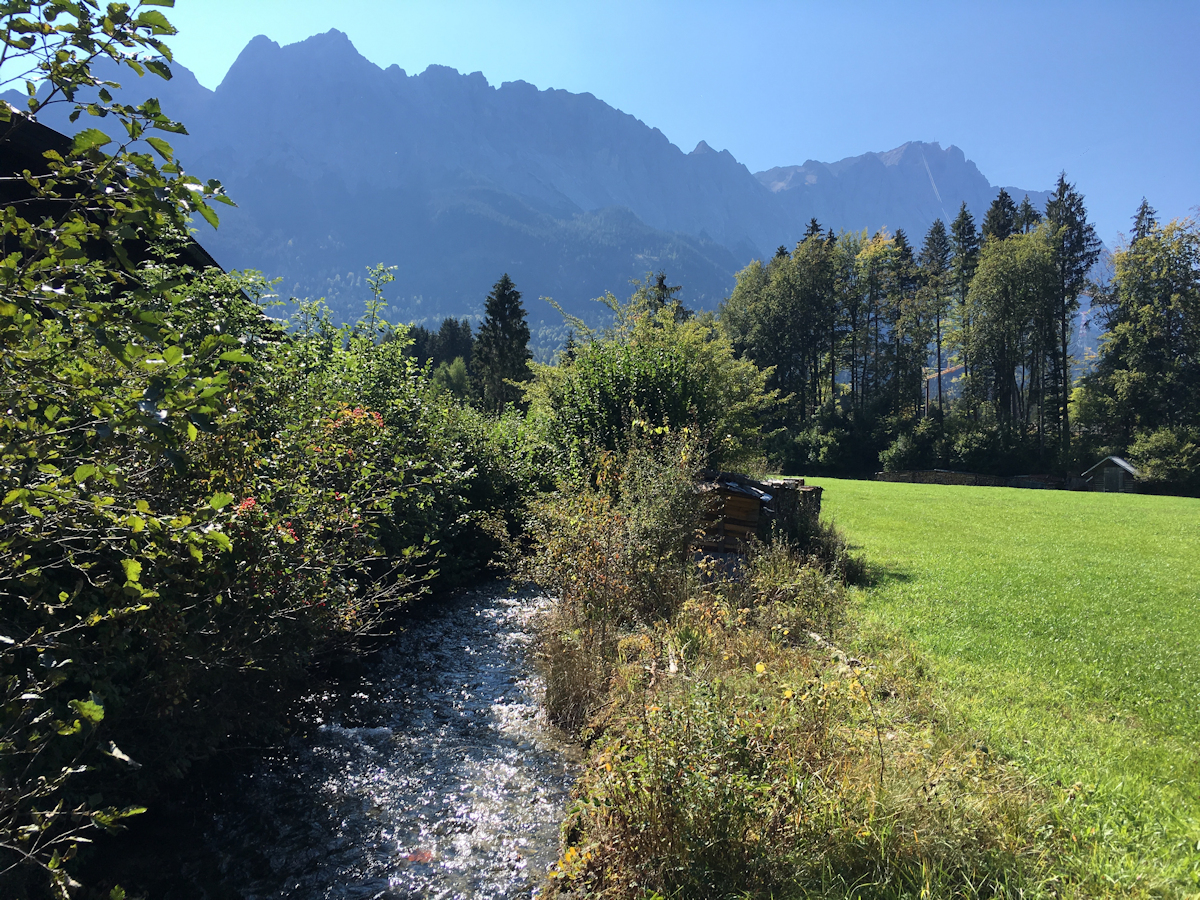
Der Krepbach bei Badersee. Im Hintergrund der Große Waxenstein (links) und die Zugspitze (rechts)
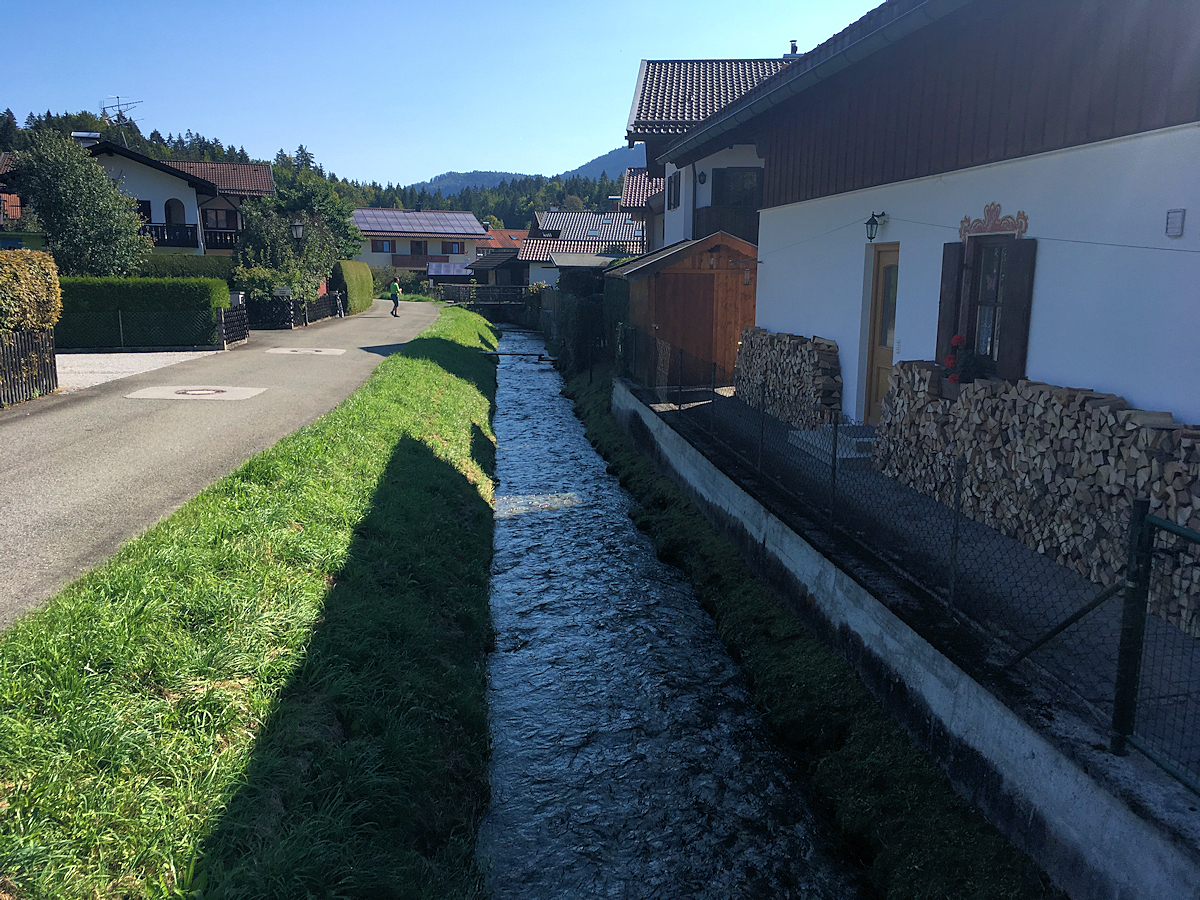
Der Krepbach in Untergrainau
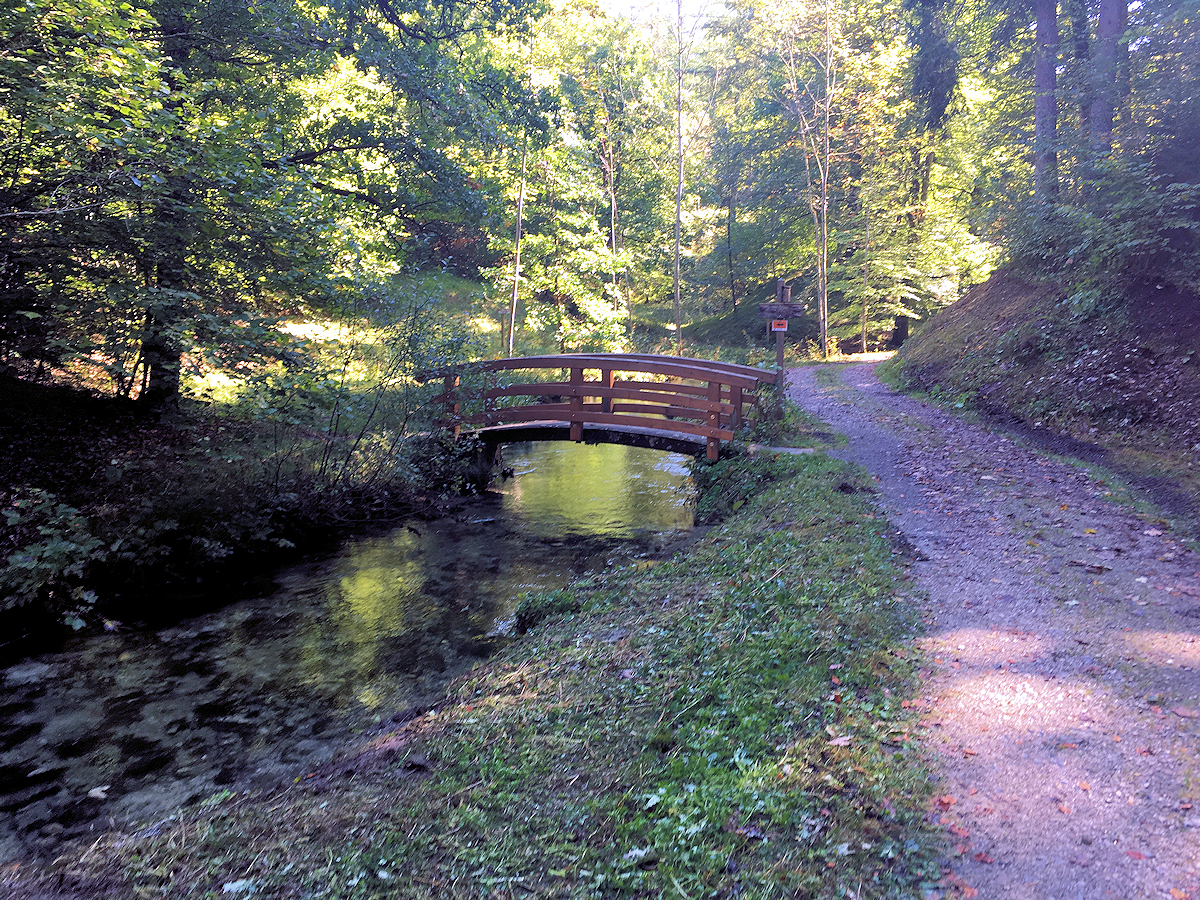
Der Krepbach zwischen Untergrainau und Schmölz